# Life Of The Party (canción de Shawn Mendes)
Life Of The Party es una canción grabada por el cantante canadiense Shawn Mendes que desde su debut, es la primera ocasión que realiza una versión extendida del "The Shawn Mendes EP". Escrito por Ido Zmishlany y Scott Harris, fue grabado en Brooklyn, Nueva York y Toronto, Canadá.

## Videoclip
El video musical, lanzado el 30 de junio de 2014, en un solo disparo de zoom-in en Shawn Mendes en un restaurante desconocido, que de vez en cuando conversa con la camarera de la cafetería mientras está cantando. Las letras de la canción aparecen en lugares tales como mesas y luces colgantes. Termina con la camarera que al leer una nota a la izquierda de Shawn, sonríe mientras la escena se desvanece.

## Antecedentes
El título de "Life Of The Party" parece transmitir como si fuera una canción de baile optimista, pero Mendes, en una entrevista, describió la canción como "no muy feliz, pero tampoco es deprimente". Las letras representan ser feliz con uno mismo y averiguar quién eres y quién quieres ser. Fue escrito por dos escritores de Nueva York, Ido Zmishlany y Scott Harris, aunque Mendes sintió una fuerte conexión con ellos. Mendes dijo a MTV que "Se sintió realmente extraño cantando sobre la canción de otra persona cuando no era la mía", a pesar de que realmente admiraba su mensaje de la individualidad y estar contento con ella.

## Posicionamiento en listas

### Semanales
| Bélgica (Fl)    | Ultratip                | 48 |
| Canadá          | Canadian Hot 100        | 9  |
| Escocia         | Scottish Singles Chart  | 89 |
| Eslovaquia      | Singles Digital Top 100 | 46 |
| Estados Unidos  | Billboard Hot 100       | 24 |
| Irlanda         | Irish Singles Chart     | 34 |
| Nueva Zelanda   | NZ Top 40 Singles Chart | 6  |
| Reino Unido     | UK Singles Chart        | 99 |
| República Checa | Singles Digitál Top 100 | 44 |
| Suecia          | Swedish Singles Chart   | 37 |

### Certificaciones
| País           | Organismo certificador | Certificación | Ventas certificadas | Ref.   |
| -------------- | ---------------------- | ------------- | ------------------- | ------ |
| Australia      | ARIA                   | Oro           | 35 000              | [ 15 ] |
| Canadá         | Music Canada           | 2× Platino    | 160 000             | [ 16 ] |
| Estados Unidos | RIAA                   | Platino       | 1 000 000           | [ 17 ] |
| Noruega        | IFPI - Noruega         | Platino       | 10 000              | [ 18 ] |
| Nueva Zelanda  | RMNZ                   | Oro           | 7500                | [ 19 ] |
| Suecia         | IFPI — Suecia          | Platino       | 40 000              | [ 20 ] |